# Greigia tillettii
Greigia tillettii là một loài thực vật có hoa trong họ Bromeliaceae. Loài này được L.B.Sm. & Read mô tả khoa học đầu tiên năm 1983.